# Yoann Morel
Yoann Morel (* 19. November 1984) ist ein ehemaliger französischer Skispringer.

## Werdegang
Sein internationales Debüt gab Morel am 20. Januar 2002 im Rahmen des Skisprung-Continental-Cups in Courchevel. Mit Rang 45 blieb er jedoch weit hinter den Punkterängen zurück. Auch ein Jahr später in Lauscha und Zakopane verpasste er den zweiten Durchgang deutlich. Im September 2005 startete er nach zwei Jahren internationaler Pause im FIS Cup. Dabei gelang ihm im zweiten Springen in Predazzo erstmals ein Punktegewinn. Daraufhin kam er im Dezember zurück in den B-Nationalkader und startete wieder im Continental Cup. Jedoch scheiterte er bei allen Springen bis Januar 2006 im ersten Durchgang. Auch in den folgenden drei Jahren gelang ihm kein Punkteerfolg. Nur bei seinen zwischenzeitlichen Starts im FIS Cup konnte er Punkte gewinnen.
Am 21. März 2009 bestritt er beim Team-Skifliegen in Planica seinen ersten und einzigen Wettbewerb im Skisprung-Weltcup. Dabei erreichte er mit der Mannschaft Rang neun.
Bei den Französischen Meisterschaften 2009 eine Woche später in Chaux-Neuve erreichte Morel den 12. Rang im Einzel. Auch mit der Mannschaft kam er nicht auf einen Medaillenrang und stand nach dem Teamwettbewerb auf Rang sechs.
Seine letzten internationalen Wettbewerbe bestritt Morel im März 2010 im Rahmen des FIS Cup in Courchevel. In beiden Springen erreichte er noch einmal die Punkteränge, bevor er seine aktive Karriere beendete.